# 에우테르페

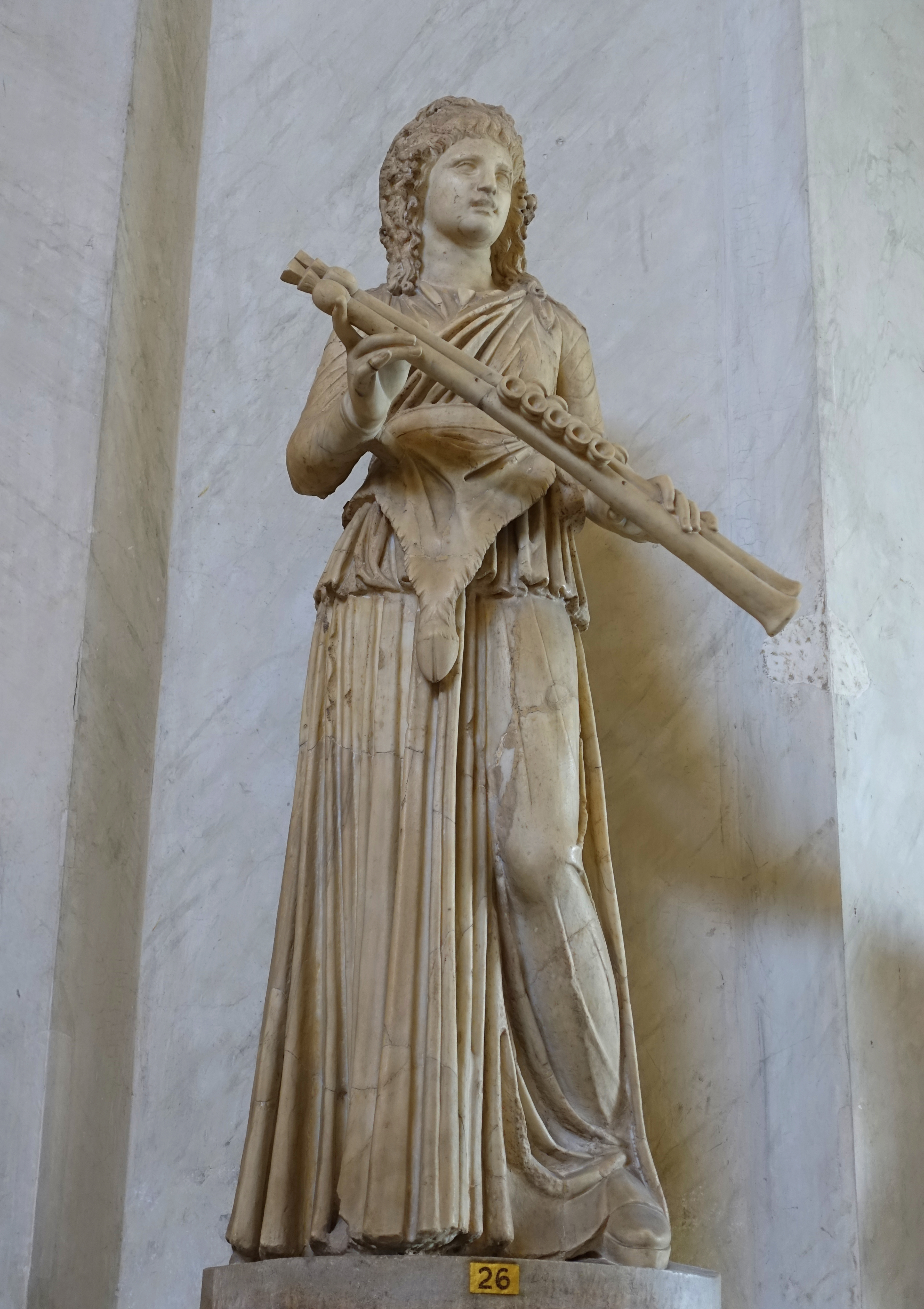
에우테르페, 음악의 무사

에우테르페(Euterpe)는 그리스 신화에 나오는 무사의 하나로 음악을 맡고 있는 여신이다. 에우테르페라는 이름의 뜻은 "기쁨" 또는 "환희"이다. 제우스와 므네모시네의 딸들인 무사이 중 하나이다. 에우테르페는 강의 신인 스트리몬과의 사이에서 레소스를 낳았는데, 트라키아인들을 이끌었던 레소스는 호메로스의 서사시 일리아드에서 트로이 전쟁 중에 디오메데스에게 죽임을 당하는 것으로 나온다.
음악의 무사인 그녀는 후에 시인들이 무사이들의 역할을 정할 때 "기쁨을 주는 자"라 칭하였다. 주로 플루트나 피리와 같은 악기를 들고 있는 모습으로 묘사되며, 고전 시대에는 플루트를 들고 있는 서정시의 무사로 알려졌다. 몇몇은 에우테르페가 마르쉬아스가 발명했다고 여겨지는 아울로스 혹은 더블 플루트를 만들어냈다고도 한다.

## 같이 보기
- 비블리오테케
- 에우리피데스
- 헤시오도스
- 호메로스